# Cassipourea insignis
Cassipourea insignis là một loài thực vật có hoa trong họ Rhizophoraceae. Loài này được (Engl.) Alston mô tả khoa học đầu tiên năm 1922.